# Puertoricaanse organist
De Puertoricaanse organist (Chlorophonia sclateri) is een zangvogel uit de familie Fringillidae (vinkachtigen). De soort werd in 1854 door de Britse vogelkundige Philip Lutley Sclater geldig van een soortnaam voorzien. Later werd dit taxon lang beschouwd als ondersoort van de hispaniolaorganist (C. musica). Sinds 2023 staat dit taxon (weer) als aparte soort op de Check-list of the North American Birds.

## Verspreiding en leefgebied
Het eiland Puerto Rico, gelegen tussen het eland Hispaniola en de Kleine Antillen.